# Куинн, Энтони
Анто́нио Родо́льфо Ку́инн Оаха́ка (исп. Antonio Rodolfo Quinn Oaxaca), известный как Э́нтони Куи́нн (англ. Anthony Quinn; 21 апреля 1915, Чиуауа, Мексика — 3 июня 2001, Бостон, США) — американский актёр, режиссёр театра и кино, писатель и художник. Дважды лауреат премии «Оскар» за роли второго плана (1953 — «Вива Сапата!»; 1957 — Гоген в фильме Винсента Миннелли «Жажда жизни»). Среди других крупных киноработ — вождь бедуинов в оскароносной картине Дэвида Лина «Лоуренс Аравийский» (1962) и грек Зорба в одноимённом фильме Михалиса Какоянниса 1964 года. Также снялся в двух знаменитых фильмах Мустафы Аккада: «Послание» (1976) в роли Хамзы, дяди пророка Мухаммеда и «Лев пустыни» (1981) в роли Омара Мухтара.

## Ранние годы
Родился 21 апреля 1915 года в мексиканском городе Чиуауа в разгар мексиканской революции. Его мать Мануэла Оахака была представительницей ацтеков, а отец, Франсиско "Фрэнк" Куинн, имел ирландские корни. Фрэнк работал с мексиканским революционером Панчо Вильей, затем переехал в восточный район Лос-Анджелеса Сити Террас и стал ассистентом оператора на киностудии. Детство его сына прошло в Эль-Пасо в Техасе и пригороде Лос-Анджелеса, где Куинн окончил школу. В юности он изучал искусство и архитектуру у прославленного Фрэнка Ллойда Райта, с которым у него, несмотря на большую разницу в возрасте, завязались дружеские отношения.

## Карьера
В середине 1930-х годов Энтони Куинн увлёкся актёрской карьерой, сперва играя в театре, а затем появившись и на киноэкранах. Его кинодебют состоялся в 1936 году в комедии «Млечный Путь» с Гарольдом Ллойдом в главной роли. В последующие годы его репертуар пополнился большим количеством разнообразных ролей, включая индейцев, пиратов, мафиози, арабов и даже китайских партизан, что к концу 1940-х составляло уже более пятидесяти его появлений на большом экране.

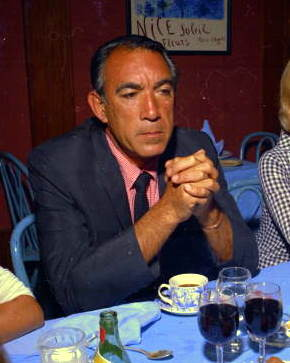
Энтони Куинн в 1970-е годы

В 1947 году Энтони Куинн принял американское гражданство, и на несколько лет предпочёл Голливуду Бродвей, где появился в постановках «Трамвай „Желание“», «Джентльмен из Афин» и «Рождённый в Техасе». В начале 1950-х он вернулся в кино, добившись первого крупного успеха в 1952 году после роли мексиканского революционера Эуфемио Сапаты в фильме Элиа Казана «Вива Сапата!». Эта роль принесла актёру премию «Оскар», сделав его первым уроженцем Мексики, удостоенным премии Американской киноакадемии. В 1957 году Куинн во второй раз стал лауреатом премии «Оскар» за роль Поля Гогена в биографической драме Винсента Миннелли «Жажда жизни».
С середины 1950-х Энтони Куинн стал часто сниматься в Италии. Среди его первых итальянских работ картины «Дорога» Федерико Феллини (1954) и «Собор Парижской Богоматери» Жана Деланнуа (1956). В 1958 году Куинн как режиссер снял фильм «Флибустьер» с Юлом Бриннером в главной роли. В 1960-х годах актёр перешёл на характерные роли, запомнившись своими появлениями в картинах «Пушки острова Навароне» (1961), «Лоуренс Аравийский» (1962) и «Грек Зорба» (1964), где его работа особенно высоко была оценена критиками и принесла Куинну очередную номинацию на «Оскар».
Последующие два десятилетия актёр оставался довольно востребованным как в США, так и в Европе, появившись в ряде успешных фильмов, таких как «Тайна Санта-Виттории» (1969), «Блеф» (1976) и «Лев пустыни» (1981).
В 1990-х годах карьера Энтони Куинна замедлилась, но тем не менее он продолжал стабильно сниматься, исполнив роли в фильмах «Месть» (1989), «Страдивари» (1989), «Поймёт лишь одинокий» (1991), «Последний киногерой» (1993) и ряде других кинокартин. В 1994 году Куинн сыграл Зевса в пяти телевизионных фильмах «Удивительные странствия Геракла». Последнее его появление пришлось на криминальную мелодраму «Ангел мести» с Сильвестром Сталлоне в главной роли, вышедшую на экраны в 2002 году.

### Мафия
По словам Джона Х. Дэвиса, автора книги «Династия мафии: взлет и падение преступного клана Гамбино», Куинн появился на суде над Джоном Готти. Он сказал журналистам, что хочет сыграть Пола Кастеллано, босса семьи Гамбино после Карло Гамбино. Готти убил Кастеллано, став впоследствии боссом семьи Гамбино. Когда Куинн посетил зал суда, Готти предстал перед судом по различным обвинениям в уголовных преступлениях.
По словам Дэвиса, хотя Куинн пытался пожать руку Готти, федеральные маршалы не позволили ему сделать это. Актер интерпретировал показания Сэмми («Быка») Гравано, младшего босса Готти, против Готти как «друга, который предает друга». Куинн настаивал, что он пришел не «судить» Готти, а только потому, что хотел изобразить Кастеллано, который вдохновил актера, потому что у него была «тридцатилетняя» любовница, которую Куинн считал «красивой вещью». Позже он изобразит босса семьи Гамбино Аниелло Деллакроче в фильме HBO 1996 года «Готти», а также Джо Массерия в фильме 1991 года «Гангстеры». Актер был номинирован на антинаграду «Золотая малина» за худшую роль второго плана в фильме «Гангстеры» и на «Золотой глобус» за исполнение роли Деллакроче в «Готти».
Куинн имел личные отношения с криминальным авторитетом мафии Нью-Йорка Фрэнком Костелло и другими гангстерами Дженовезе.

### Живопись
Искусствовед Дональд Куспит объясняет: «Изучая вместе множество проявлений творчества Куинна — его искусство, коллекционирование и актерское мастерство — мы можем увидеть, что он был творческим гением».
В раннем детстве Куинн интересовался живописью и рисунком. В юношеские годы он выигрывал различные художественные конкурсы в Калифорнии и сосредоточил свое обучение в Политехнической средней школе в Лос-Анджелесе на черчении. Позже Куинн кратко учился у Фрэнка Ллойда Райта в рамках программы Taliesin Fellowship — возможность, созданная благодаря завоеванию первого приза в конкурсе архитектурного дизайна. По рекомендации Райта Куинн брал уроки актерского мастерства в качестве формы послеоперационной логопедии, которая привела его к актерской карьере, охватившей более шести десятилетий.
Если не считать уроки рисования в Чикаго в 1950-х годах, Куинн никогда не посещал художественную школу; тем не менее, используя книги, музеи и накопив значительную собственную коллекцию, он сумел самостоятельно дать себе эффективное образование, которое позволило ему самовыражаться на языке современного искусства. К началу 1980-х его работы привлекли внимание владельцев различных галерей и выставлялись на международных выставках в Мехико, Лос-Анджелесе, Нью-Йорке и Париже. Его работы сейчас представлены как в государственных, так и в частных коллекциях по всему миру.

### Борьба за гражданские права
Куинн, который вырос в Лос-Анджелесе, испытал на себе дискриминацию по национальному признаку. Он участвовал в различных гражданских и социальных мероприятиях и финансировал группу защиты латиноамериканцев «Конгресс испаноязычных людей». Кроме того Куинн участвовал в сборе средств для юридической защиты мексиканской американской молодежи, обвиняемой по делу об «убийстве в Сонной лагуне» в 1942 году. Находясь в Париже, он и несколько других известных американцев составили петицию в поддержку Марша 1963 года в Вашингтоне. Петиция, которая была перепечатана в нескольких громких публикациях, призвала заручиться поддержкой американцев, проживающих за границей. В 1969 году он встретился  с индейскими студенческими активистами, оккупировавшими в знак протеста остров Алькатрас, предложив им помощь. В 1970 году Куинн был участником мексикано-американской конференции. В 1971 году он озвучил документальный фильм Комиссии по равным возможностям трудоустройства, в котором обсуждалась дискриминация в области работы, с которой сталкиваются латиноамериканцы. Он был сторонником Объединенной организации сельскохозяйственных рабочих, возглавляемой его другом и профсоюзным активистом Сезаром Чавесом.

## Личная жизнь
Энтони Куинн был женат трижды. 

Его первой супругой была Кэтрин Демилль, приёмная дочь Сесилла Б. Демилля, родившая в браке с Куинном пятерых детей: Кристофера (1939—1941), Кристину (род. 1941), Каталину (род. 1942), Дункана (род. 1945) и Валентину (род. 1952). Их старший сын Кристофер утонул в бассейне в возрасте 2 лет. 

В 1965 году Энтони и Кэтрин развелись из-за романа Куинна с Иоландой Аддолори, на которой он женился в 1966 году. Иоланда стала матерью троих его сыновей: актёров Франсиско (1963—2011), Дэнни (род. 1964) и Лоренцо (род. 1966), в будущем известного скульптора. 

Третьей и последней супругой Куинна стала его бывшая секретарь Кэти Бенвин, которая родила ему дочь Антинию (род. 1993) и сына Райана (род. 1996), при этом младшего — когда Куинну уже был 81 год. Также у Куинна были двое внебрачных сыновей, Шон (род. 1973) и Алекс (род. 1976), от Фридель Дунбар.
Последние свои годы актёр провёл в Бристоле, штат Род-Айленд. 3 июня 2001 года Энтони Куинн скончался от пневмонии и дыхательной недостаточности, явившимися осложнениями рака гортани, в возрасте 86 лет.

## Избранная фильмография
| Год  | Фильм                                                                                 | Роль                                              | Режиссёр                                      |
| ---- | ------------------------------------------------------------------------------------- | ------------------------------------------------- | --------------------------------------------- |
| 1936 | Млечный Путь / The Milky Way                                                          | эпизод (нет в титрах)                             | Лео Маккэри                                   |
| 1937 | Взлёты и падения / Swing High, Swing Low                                              | Дон                                               | Митчелл Лейзен                                |
| 1939 | Юнион Пасифик / Union Pacific                                                         | Джек Кордрей                                      | Сесил де Милль                                |
| 1940 | Дорога в Сингапур                                                                     | Цезарь                                            | Виктор Шерцингер                              |
| 1941 | Кровь и песок / Blood and Sand                                                        | Маноло де Пальма                                  | Рубен Мамулян                                 |
| 1941 | Они умерли на своих постах / They Died with Their Boots On                            | «Бешеный Конь»                                    | Рауль Уолш                                    |
| 1942 | Дорога в Марокко / The Road to Morocco                                                | Муллай Касым                                      | Дэвид Батлер                                  |
| 1942 | Чёрный лебедь / The Black Swan                                                        | Воган                                             | Генри Кинг                                    |
| 1943 | Случай в Окс-Боу / The Ox-Bow Incident                                                | Хуан Мартинес / Франсиско Морес                   | Уильям Уэллман                                |
| 1944 | Буффало Билл / Buffalo Bill                                                           | «Жёлтая Рука»                                     | Уильям Уэллман                                |
| 1945 | Возвращение на Батаан / Back to Bataan                                                | капитан Андрес Бонифасио                          | Эдвард Дмитрык                                |
| 1945 | Куда мы отсюда пойдём? / Where Do We Go from Here?                                    | Главный Барсук                                    | Грегори Рэтофф                                |
| 1947 | Синдбад-мореход / Sinbad, the Sailor                                                  | эмир                                              | Ричард Уоллес                                 |
| 1952 | Вива Сапата! / Viva Zapata!                                                           | Эуфемио Сапата                                    | Элиа Казан                                    |
| 1952 | Против всех врагов / Against All Flags                                                | капитан Рок Бразилиано                            | Джордж Шерман, Дуглас Сирк                    |
| 1953 | К востоку от Суматры / East of Sumatra                                                | вождь Kiang                                       | Бадд Беттикер                                 |
| 1953 | Скачи, вакеро! / Ride, Vaquero!                                                       | Хосе Константино Эскуэдо                          | Джон Фэрроу                                   |
| 1953 | Город на дне моря / City Beneath the Sea                                              | Тони Бартлетт                                     | Бадд Беттикер                                 |
| 1954 | Аттила / Attila                                                                       | Аттила                                            | Пьетро Франчиши                               |
| 1954 | Дорога / La Strada                                                                    | Дзампано                                          | Федерико Феллини                              |
| 1954 | Странствия Одиссея / Ulisse                                                           | Антиной                                           | Марио Камерини Марио Бава                     |
| 1954 | Долгое ожидание / The Lond Wait                                                       | Джонни Макбрайд                                   | Виктор Сэвилл                                 |
| 1955 | Нагая улица / The Naked Street                                                        | Фил Регал                                         | Максвелл Шейн                                 |
| 1956 | Жажда жизни / Lust for Life                                                           | Поль Гоген                                        | Винсент Миннелли                              |
| 1956 | Собор Парижской Богоматери / Notre-Dame de Paris                                      | Квазимодо                                         | Жан Деланнуа                                  |
| 1956 | Бурная вечеринка / The Wild Party                                                     | Том Капфен                                        | Гарри Хорнер                                  |
| 1957 | Обратный путь (Возвращение) / The Ride Back                                           | Боб Кэллен                                        | Аллен Х. Майнер, Оскар Рудольф                |
| 1957 | Дикий ветер / Wild Is the Wind                                                        | Джино                                             | Джордж Кьюкор                                 |
| 1958 | Чёрная орхидея                                                                        | Фрэнк Валенте                                     | Мартин Ритт                                   |
| 1959 | Последний поезд из Ган-Хилла / Last Train from Gun Hill                               | Крэйг Белден                                      | Джон Стерджес                                 |
| 1959 | Шериф Уорлока / Warlock                                                               | Том Морган                                        | Эдвард Дмитрык                                |
| 1960 | Невинные дикари / The Savage Innocents                                                | Инук                                              | Николас Рэй                                   |
| 1960 | Чертовка в розовом трико / Heller in Pink Tights                                      | Том Хили                                          | Джордж Кьюкор                                 |
| 1961 | Варавва / Barabba                                                                     | Варавва                                           | Ричард Флейшер                                |
| 1961 | Пушки острова Наварон / The Guns Of Navarone                                          | полковник Андреа Ставрос / рыбак Нундос Салоникос | Джей Ли Томпсон                               |
| 1962 | Реквием по тяжеловесу / Requiem for a Heavyweight                                     | Louis 'Mountain' Rivera                           | Ральф Нельсон                                 |
| 1962 | Лоуренс Аравийский / Lawrence of Arabia                                               | Ауда ибу Тайи                                     | Дэвид Лин                                     |
| 1964 | Визит / Der Besuch                                                                    | Серж Миллер, владелец лавки                       | Бернхард Викки                                |
| 1964 | Грек Зорба / Zorba The Greek                                                          | Алексис Зорба                                     | Михалис Какояннис                             |
| 1965 | Сказочное приключение Марко Поло / La fabuleuse aventure de Marco Polo                | Кублай Хан, император Китая                       | Дени де Ля Пателльер, Ноэл Ховард, Рауль Леви |
| 1966 | Пропавший отряд / Lost Command                                                        | полковник Пьер Распеги                            | Марк Робсон                                   |
| 1967 | Битва в Сан-Себастьяне / La bataille de San Sebastian                                 | Леон Аластре                                      | Анри Верней                                   |
| 1967 | Авантюрист / L’avventuriero                                                           | капитан Пейроль                                   | Теренс Янг                                    |
| 1968 | Башмаки рыбака / The Shoes of the Fisherman                                           | Кирилл Лакота                                     | Майкл Андерсон                                |
| 1968 | Волхв / The Magus                                                                     | Морис Кончис                                      | Гай Грин                                      |
| 1969 | Тайна Санта-Виттории / The Secret of Santa Vittoria                                   | Итало Бомболини                                   | Стэнли Крамер                                 |
| 1970 | Революция в минуту / R. P. M.                                                         | профессор Ф. У. Дж. «Пако» Перес                  | Стэнли Крамер                                 |
| 1972 | По ту сторону 110-й улицы / Across 110th Street                                       | капитан Маттелли                                  | Бэрри Шир                                     |
| 1973 | Дон умер / The Don is dead                                                            | Анджело ДиМорра                                   | Ричард Флейшер                                |
| 1976 | Блеф / Bluff — Storia di truffe e di imbroglioni                                      | Филипп Бэнг                                       | Серджо Корбуччи                               |
| 1976 | Мухаммед — посланник Бога / The Message                                               | Хамза ибн Абд аль-Мутталиб                        | Мустафа Аккад                                 |
| 1977 | Иисус из Назарета / Jesus Of Nazareth                                                 | Каиафа                                            | Франко Дзеффирелли                            |
| 1978 | Греческий магнат / The Greek Tycoon —                                                 | Тео Томасис                                       | Джей Ли Томпсон                               |
| 1978 | Дети Санчеса / The Children of Sanchez                                                | Хесус Санчес                                      | Холл Бартлетт                                 |
| 1979 | Переход / The Passage                                                                 | Баск                                              | Джей Ли Томпсон                               |
| 1981 | Большой риск / High Risk                                                              | Мариано                                           | Стюарт Рэффил                                 |
| 1981 | Лев пустыни / Lion of the Desert                                                      | Омар Мухтар                                       | Мустафа Аккад                                 |
| 1981 | Саламандра / The Salamander                                                           | Бруно Мандзини                                    | Петер Циннер                                  |
| 1982 | Валентина / Valentina                                                                 | Мосен Хоакин                                      | Антонио Хосе Бетанкор                         |
| 1987 | Остров сокровищ / L’isola del tesoro                                                  | Джон Сильвер                                      | Антонио Маргерити                             |
| 1988 | Онассис: Самый богатый человек в мире / Onassis: The Richest Man in the World         | Сократ Онассис                                    | Уорис Хоссейн                                 |
| 1988 | Страдивари / Stradivari                                                               | Антонио Страдивари                                | Джакомо Баттиато                              |
| 1989 | Призраки этого не делают / Ghosts Can’t Do It                                         | Скотт                                             | Джон Дерек                                    |
| 1990 | Месть / Revenge                                                                       | Тибурон Мендес                                    | Тони Скотт                                    |
| 1990 | Старик и море / The Old Man and the Sea                                               | Сантьяго                                          | Джад Тейлор                                   |
| 1991 | Гангстеры / Mobsters                                                                  | Дон Джузеппе Массерия, Джо Босс                   | Майкл Карбельникофф                           |
| 1991 | Поймёт лишь одинокий / Only The Lonely                                                | Ник Акрополис                                     | Крис Коламбус                                 |
| 1991 | Тропическая лихорадка / Jungle Fever                                                  | Лу Карбоне                                        | Спайк Ли                                      |
| 1993 | Последний киногерой / The Last Action Hero                                            | Тони Вивальди                                     | Джон Мактирнан                                |
| 1994 | Любить кого-то / Somebody to Love                                                     | Эмилио                                            | Джон Мактирнан                                |
| 1994 | Удивительные странствия Геракла / Hercules: The Legendary Journeys (5 пилотных серий) | Зевс                                              | Сэм Рэйми                                     |
| 1995 | Прогулка в облаках / A Walk in the Clouds                                             | дон Педро Арагон                                  | Альфонсо Арау                                 |
| 1996 | Готти / Gotti                                                                         | Нейл Деллакроче                                   | Роберт Хармон                                 |
| 2002 | Ангел мести / Avenging Angelo                                                         | Анджело Аллигьери                                 | Роберт Хармон                                 |